# Sportscenter Herning
Sportscenter Herning er et idrætsanlæg i Herning, hvor man blandt andet kan spille badminton, boksning og squash. Anlægget kan dog også bruges til møder og kurser. Hallen fungerer også nogen gange som hjemmebane for håndboldklubben HC Midtjylland.